# Larmanjat

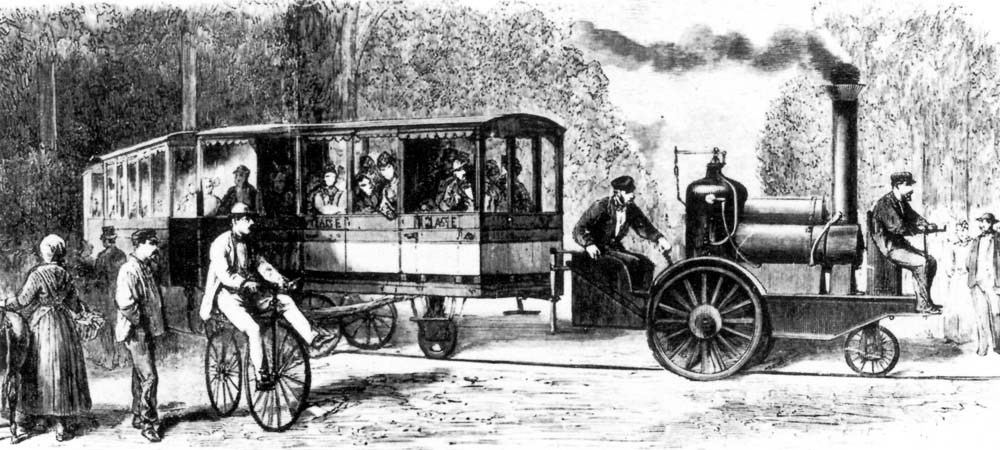
Um caminho-de-ferro no sistema Larmanjat

Larmanjat foi um sistema de caminho-de-ferro monocarril desenvolvido pelo engenheiro francês Jean Larmanjat. O primeiro ensaio do caminho-de-ferro Larmanjat realizou-se de Raincy a Montfermeil (França) em 1868, tendo a tecnologia sido posteriormente utilizada em diversos empreendimentos, alguns em Portugal, nomeadamente nas linhas monocarril do Larmanjat de Sintra, Larmanjat de Torres Vedras e Larmanjat do Lumiar.

## Larmanjat
O Larmanjat assenta numa via constituída por um carril apenas, ladeado por duas passadeiras de madeira distanciadas de 20 centímetros do carril central. Para tornar o conjunto estável, tanto o carril como as passadeiras, estavam pregados a travessas, por meio de cavilhas de ferro.
As locomotivas bem como as carruagens e os vagões estavam munidos de rodas centrais e laterais, rodando sobre umas sobre o carril e outras sobre as passadeiras.
Nas locomotivas, as rodas centrais funcionavam como guias e as laterais, maiores que as centrais, transmitiam o peso do veículo às passadeiras, provocando o atrito necessário ao movimento.
Nas carruagens e vagões, ao contrário das locomotivas, o peso do material actuava sobre o carril central a fim de diminuir, tanto quanto possível, o atrito, servindo as rodas laterais apenas para equilibrar o sistema.
Esta via reduzida a um só carril, permitia ser assente nas bermas de uma estrada, não precisando de um caminho próprio como a maioria dos transportes do género. Por esses motivos e pela facilidade com que as locomotivas subiam rampas e descreviam curvas de raio pequeno, era este sistema considerado essencialmente económico.

## OLarmanjatem Portugal
Em Portugal, o sistema Larmanjat foi utilizado numa rede de 3 linhas: o Caminho de Ferro Larmanjat do Lumiar, que unia o Arco do Cego ao Lumiar, e que abriu em 31 de Janeiro de 1870; o Caminho de Ferro Larmanjat de Sintra, com 26 km de extensão, ligava as Portas do Rego à vila de Sintra, e entrou ao serviço em 5 de Julho de 1873; e o Caminho de Ferro Larmanjat de Torres Vedras, que também se iniciava nas Portas do Rego e terminava em Torres Vedras, tinha uma extensão total de 54 km, e entrou em exploração em 6 de Setembro de 1873.
Mas o sistema mostrou-se pouco fiável, com descarrilamentos e avarias constantes, e grandes atrasos. O serviço foi suspenso a 8 de Abril de 1875, e encerrou definitivamente em 1877, com a falência da Lisbon Steam Tramways Company.